# زهرا بهرامی (بازیگر)
زهرا بهرامی هنرپیشه سینما و تلویزیون ایران است.

## زندگی‌نامه
وی در آثاری همچون زیر زیر درخت هلو، امتحان، باران، خاله سوسکه، عصر روز دهم، وارونگی به عنوان هنرپیشه، طراح صحنه، طراح لباس، دستیار لباس و خیاط حضور داشته‌است.

## فیلم‌شناسی
- باران (فیلم ۱۳۷۹)

## گروه صحنه و لباس
- خاله سوسکه (فیلم) (۱۳۸۸)

## مسئول دوخت لباس
- خنده در باران (۱۳۸۹)

## جوایز و افتخارات
- وی در نوزدهمین دوره جشنواره فیلم فجر به عنوان بهترین بازیگر نقش اول زن (برای فیلم باران) کاندید دریافت سیمرغ بلورین شد.[۲][۳][۴]